# بوجسکا لشنه
بوجسکا لشنه (به لهستانی:  Budziska Leśne) یک روستا در لهستان است که در گمینا کروکلانکی واقع شده‌است.